# Backsteinbauwerke der Gotik/Verteilung in Polen
Dies ist eine der sechs Verteilungskarten zur Liste der Backsteinbauwerke der Gotik in Polen:
- Backsteinbauwerke der Gotik/Verteilung in Polen (für Mobilgeräte, nicht interaktiv)
- Backsteinbauwerke der Gotik/Verteilung in Nordwestpolen
- Backsteinbauwerke der Gotik/Verteilung an der unteren Weichsel mit Screenshot für Mobilgeräte
- Backsteinbauwerke der Gotik/Verteilung in Nordostpolen
- Backsteinbauwerke der Gotik/Verteilung in Südwestpolen
- Backsteinbauwerke der Gotik/Verteilung in Südostpolen